# 巴拿马驻华大使馆
巴拿马共和国驻中华人民共和国大使馆（西班牙語：Embajada de la República de Panamá en la República Popular China），简称巴拿马驻华大使馆，是巴拿马共和国在中华人民共和国的最高外交代表机构。馆址位于中国北京市朝阳区亮马桥北小街7号亮马桥外交公寓C区别墅LC04-04。

## 历史
1995年9月11日，巴拿马政府与中华人民共和国政府达成协议，互设商务代表处。1996年8月，巴拿马中国贸易发展办事处成立。2017年6月13日，巴拿马共和国与中华人民共和国建交。7月23日，办事处升格为大使馆。11月16日，巴拿马驻华大使馆在北京正式开馆。